# Eon Productions
Eon Productions es una compañía productora de cine, conocida por producir la franquicia oficial de James Bond. La compañía opera desde Pinewood Estudios en Inglaterra y es subsidiaria de Danjaq, el holding responsable del copyright y marcas registradas de los personajes Bond y elementos en pantalla. EON son las iniciales de Everything Or Nothing, que es una frase que decían los dos creadores de dicha productora, Harry Saltzman y Albert R. Broccoli.

## Películas de Bond
Eon fue iniciada por los productores cinematográficos, Albert R. Broccoli y Harry Saltzman en 1961. En 1975 después de nueve películas Bond, Saltzman vendió su parte de derechos de Danjaq a United Artists (el posterior corriente distribuidor de la serie). En 1996 Albert R. Broccoli falleció, aunque Eon Productions continúa en propiedad de la familia Broccoli, específicamente la hija de Albert R. Broccoli (Barbara Broccoli) y el hijastro de Broccoli, (Michael G. Wilson) los actuales productores de la serie Bond.
La marca registrada para la propiedad de los filmes (comenzando con Dr. No) tiene copyright para Danjaq y United Artists Corporation, que son compañías parientes del consorcio Sony-MGM, distribuidores de la serie Bond, aunque la versión de 2006 Casino Royale está coproducida por Columbia Pictures.

## Otras producciones
Desde la primera película Bond, sólo una fue realizada por Eon fuera de la serie, Call Me Bwana, protagonizada por Bob Hope.

## Videojuegos
En 2000 Eon Producciones cursó una carta legal (cease-and-desist) a Cheapass Games, para que desistieran de usar el nombre "Mr. Bond" en el título del juego "Before I Kill You, Mr. Bond". En 2004, el juego fue reeditado bajo el título: James Ernest's Totally Renamed Spy Game.
En 2004, Electronic Arts desarrolló bajo licencia el videojuego Everything or Nothing. Hasta su muerte Broccoli siempre denegó, cualquier soporte de Eon para cosas específicas.

## Otros títulos
- Call Me Bwana (1963)